# Adelans-et-le-Val-de-Bithaine
Adelans-et-le-Val-de-Bithaine is een gemeente in het Franse departement Haute-Saône (regio Bourgogne-Franche-Comté) en telt 311 inwoners (2011). De plaats maakt deel uit van het arrondissement Lure.

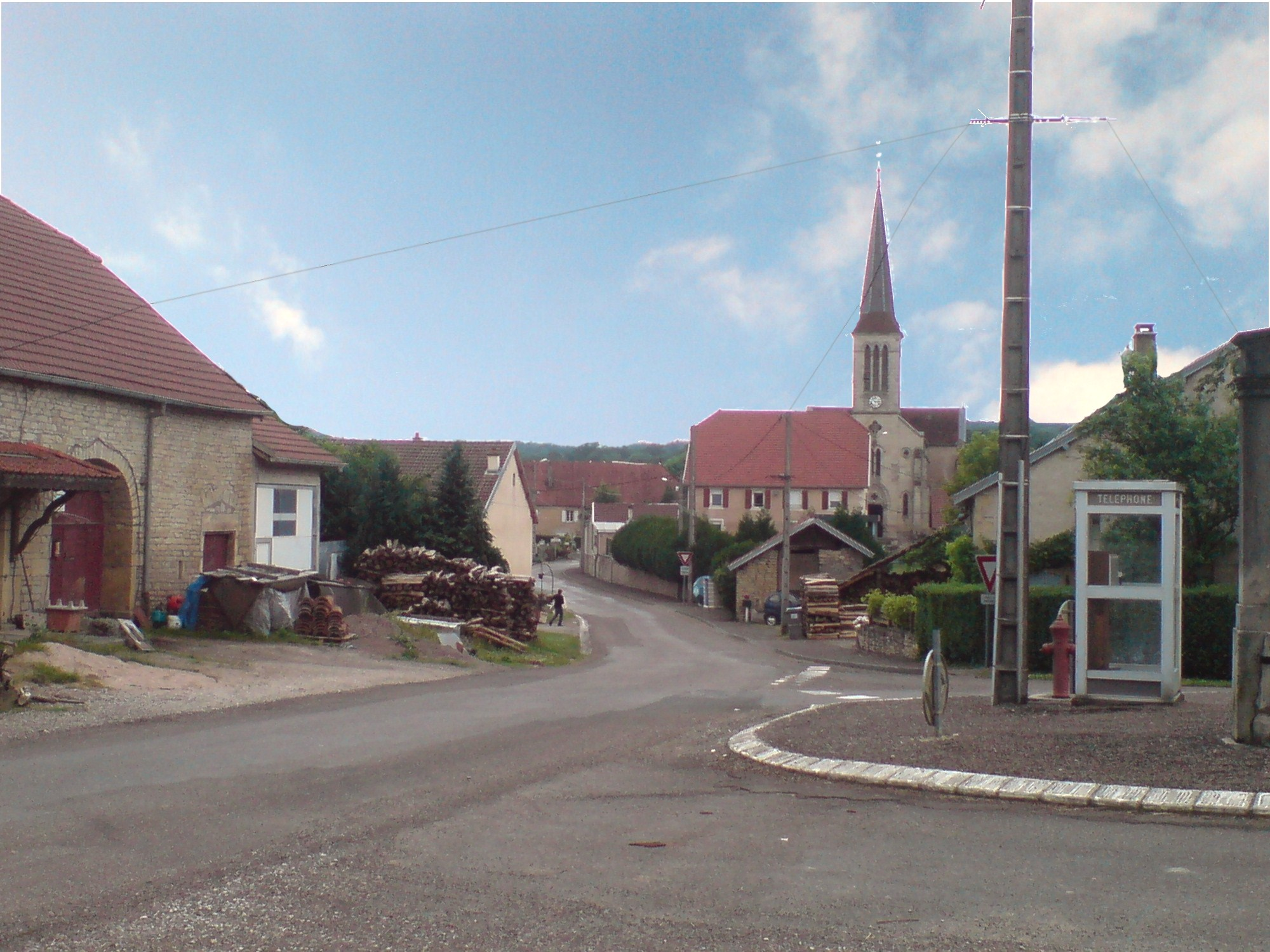
Centrum van Adelans
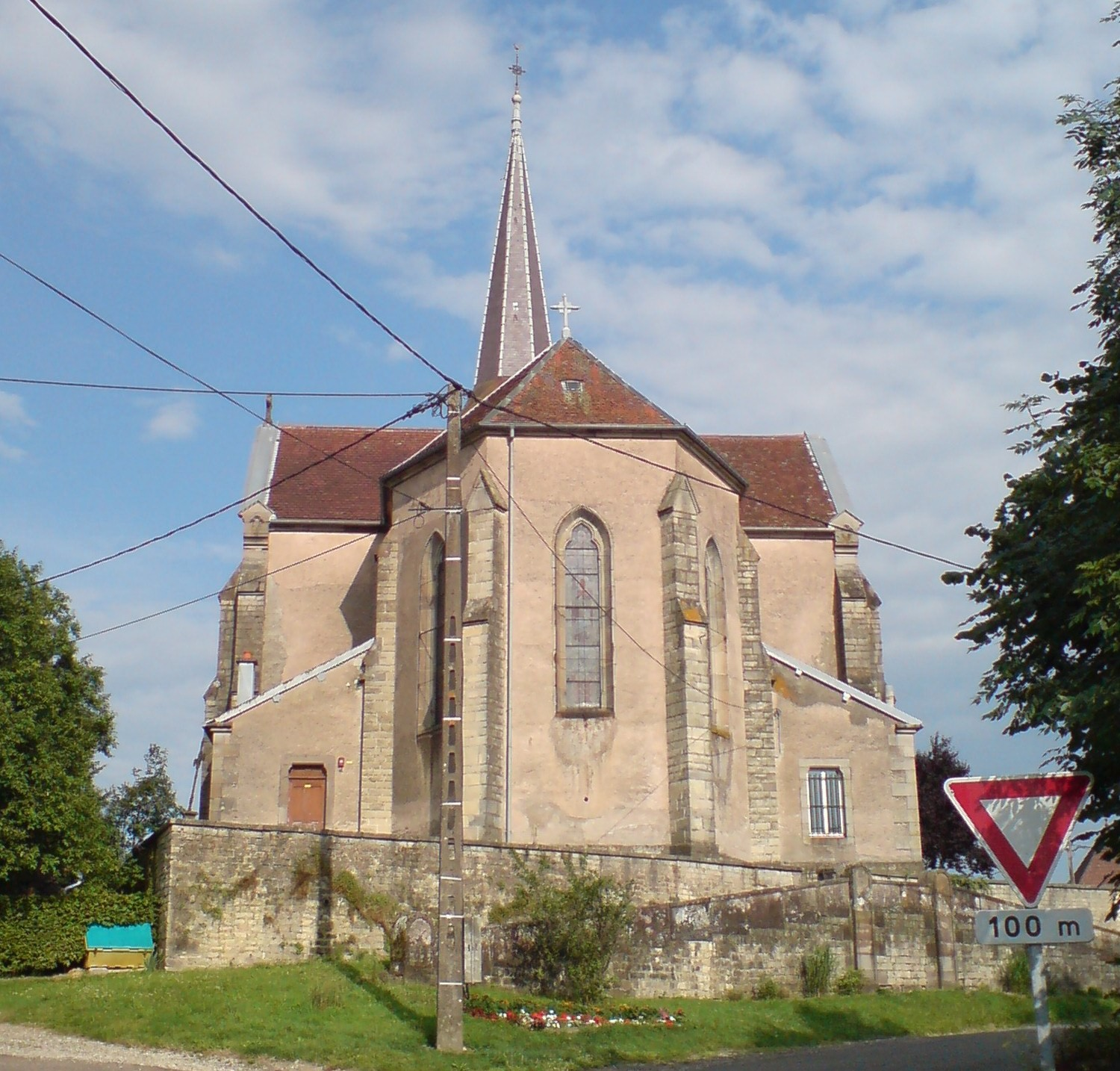
Kerk van Adelans

## Geografie
De oppervlakte van Adelans-et-le-Val-de-Bithaine bedraagt 10,4 km², de bevolkingsdichtheid is 29,9 inwoners per km².
De onderstaande kaart toont de ligging van Adelans-et-le-Val-de-Bithaine met de belangrijkste infrastructuur en aangrenzende gemeenten.

## Demografie
Onderstaande figuur toont het verloop van het inwonertal (bron: INSEE-tellingen).

1. ↑  Populations de référence 2022.